# La Oroya
La Oroya je město v Peru, ležící asi 170 km severovýchodně od hlavního města Lima v nadmořské výšce 3750 metrů. Město má okolo 35 000 obyvatel a je správním střediskem provincie Yauli. Hlavním zdrojem obživy obyvatel je hutnictví. V okolí města se těží a zpracovává olovo, zinek a měď. Do atmosféry se dostává velké množství těžkých kovů. Město je řazeno mezi deset nejvíce znečistěných měst světa.